# Choeradodis strumaria
Choeradodis strumaria es una especie de mantis de la familia Mantidae.

## Distribución geográfica
Se encuentra en la Guayana Francesa, Colombia, Perú y Surinam.